# 노스플랫강

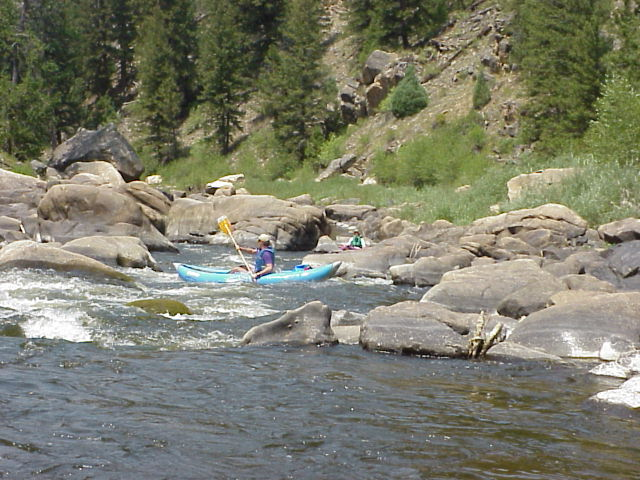
노스플랫 강.

노스플랫강(North Platte River)은 플랫 강의 주요 지류이다.